# Le Gault-Saint-Denis
Le Gault-Saint-Denis è un comune francese di 674 abitanti situato nel dipartimento dell'Eure-et-Loir nella regione del Centro-Valle della Loira.

## Storia

### Simboli
Lo stemma comunale è in uso dal marzo del 2023. Le quercia fa riferimento all'etimologia del toponimo "Gault" dal germanico wald che significa "foresta";  i covoni di grano rappresentano la regione della Beauce; la catena  è un attributo di san Dionigi.

## Società

### Evoluzione demografica
Abitanti censiti